# Zwitserland op de Olympische Winterspelen 1992
Tijdens de Olympische Winterspelen van 1992, die in Albertville (Frankrijk) werden gehouden, nam Zwitserland voor de zestiende keer deel.

## Medailleoverzicht
| Sport       | Olympiër                                                    | Discipline     | Medaille |
| ----------- | ----------------------------------------------------------- | -------------- | -------- |
| Bobsleeën   | Gustav Weder Donat Acklin                                   | 2-mansbob (m)  | Goud     |
| Alpineskiën | Steve Locher                                                | combinatie (m) | Brons    |
| Bobsleeën   | Gustav Weder Donat Acklin Lorenz Schindelholz Curdin Morell | 4-mansbob (m)  | Brons    |

## Deelnemers en resultaten

### Alpineskiën
| Olympiër               | Discipline       | Resultaat | Prestatie                                                                           |
| ---------------------- | ---------------- | --------- | ----------------------------------------------------------------------------------- |
| Paul Accola            | afdaling (m)     | dnf       | opgave                                                                              |
| Paul Accola            | super g (m)      | 10e       | 1.14,60 (+1,56)                                                                     |
| Paul Accola            | reuzenslalom (m) | 4e        | 2.08,02 (+1,04) 1.04,88+1.03,14                                                     |
| Paul Accola            | slalom (m)       | 6e        | 1.45,62 (+1,23) 52,64+52,98                                                         |
| Paul Accola            | combinatie (m)   | 21e       | 90,96 (+76,38) afdaling: 7,75 p. (1.45,73) slalom: 83,21 p. (1.55,79: 56,08+59,71)  |
| William Besse          | combinatie (m)   | dnf-s1    | opgave slalom run 1 afdaling: 1.46,66                                               |
| Xavier Gigandet        | afdaling (m)     | 15e       | 1.52,50 (+2,13)                                                                     |
| Xavier Gigandet        | combinatie (m)   | 8e        | 41,21 (+26,63) afdaling: 6,52 p. (1.45,61) slalom: 34,69 p. (1.47,19: 53,35+53,84)  |
| Michael von Grünigen   | reuzenslalom (m) | 13e       | 2.10,67 (+3,69) 1.06,95+1.03,72                                                     |
| Michael von Grünigen   | slalom (m)       | 7e        | 1.46,42 (+2,03) 53,62+52,80                                                         |
| Marco Hangl            | super g (m)      | 6e        | 1.13,90 (+0,86)                                                                     |
| Franz Heinzer          | afdaling (m)     | 6e        | 1.51,39 (+1,02)                                                                     |
| Franz Heinzer          | super g (m)      | dnf       | opgave                                                                              |
| Urs Kälin              | super g (m)      | 14e       | 1.15,22 (+2,18)                                                                     |
| Steve Locher           | reuzenslalom (m) | dnf-2     | opgave run 2 1.05,80+dnf                                                            |
| Steve Locher           | slalom (m)       | dnf-1     | opgave run 1                                                                        |
| Steve Locher           | combinatie (m)   | Brons     | 18,16 (+3,58) afdaling: 15,9 p. (1.46,53) slalom: 2,26 p. (1.41,44: 49,90+51,54)    |
| Daniel Mahrer          | afdaling (m)     | 13e       | 1.52,39 (+2,02)                                                                     |
| Hans Pieren            | reuzenslalom (m) | 11e       | 2.09,57 (+2,59) 1.06,34+1.03,23                                                     |
| Patrick Staub          | slalom (m)       | 4e        | 1.45,44 (+1,05) 52,56+52,88                                                         |
|                        |                  |           |                                                                                     |
| Annick Bonzon          | slalom (v)       | dnf-2     | opgave run 2 49,94+dnf                                                              |
| Chantal Bournissen     | afdaling (v)     | dnf       | opgave                                                                              |
| Chantal Bournissen     | super g (v)      | dnf       | opgave                                                                              |
| Chantal Bournissen     | combinatie (v)   | 4e        | 24,98 (+22,43) afdaling: 13,46 p. (1.26,92) slalom: 11,52 p. (1.10,69: 35,33+35,36) |
| Christine von Grünigen | slalom (v)       | 13e       | 1.35,73 (+3,05) 49,84+45,89                                                         |
| Zoë Haas               | super g (v)      | 10e       | 1.24,31 (+3,09)                                                                     |
| Zoë Haas               | reuzenslalom (v) | 18e       | 2.17,89 (+5,15) 1.07,77+1.10,12                                                     |
| Katrin Neuenschwander  | slalom (v)       | 9e        | 1.34,28 (+1,60) 49,20+45,08                                                         |
| Corinne Rey-Bellet     | reuzenslalom (v) | 17e       | 2.17,59 (+4,85) 1.08,89+1.08,70                                                     |
| Vreni Schneider        | reuzenslalom (v) | dnf-1     | opgave run 1                                                                        |
| Vreni Schneider        | slalom (v)       | 7e        | 1.33,96 (+1,28) 48,66+45,30                                                         |
| Marlis Spescha         | afdaling (v)     | 21e       | 1.55,83 (+3,28)                                                                     |
| Heidi Zeller           | afdaling (v)     | 13e       | 1.54,73 (+2,18)                                                                     |
| Heidi Zeller           | super g (v)      | 11e       | 1.24,51 (+3,29)                                                                     |
| Heidi Zeller           | combinatie (v)   | 14e       | 69,07 (+66,52) afdaling: 13,21 p. (1.26,90) slalom: 55,86 p. (1.16,08: 37,63+38,45) |
| Heidi Zurbriggen       | afdaling (v)     | 10e       | 1.54,04 (+1,49)                                                                     |
| Heidi Zurbriggen       | super g (v)      | dnf       | opgave                                                                              |
| Heidi Zurbriggen       | reuzenslalom (v) | dq-1      | diskwalificatie run 1                                                               |
| Heidi Zurbriggen       | combinatie (v)   | dq-a      | diskwalificatie afdaling afdaling: diskwalificatie (1.27,04)                        |

### Biatlon
| Olympiër          | Discipline | Resultaat | Prestatie                                   |
| ----------------- | ---------- | --------- | ------------------------------------------- |
| Jean-Marc Chabloz | 10 km (m)  | 77e       | 30.32,9 (+4.30,6) pen.: 3 (2 + 1)           |
| Jean-Marc Chabloz | 20 km (m)  | 54e       | 1:03.45,6 (+6.11,2) pen.: 4 (2 + 1 + 1 + 0) |

### Bobsleeën
| Olympiër                                                    | Discipline                   | Resultaat | Prestatie                                               |
| ----------------------------------------------------------- | ---------------------------- | --------- | ------------------------------------------------------- |
| Gustav Weder Donat Acklin                                   | 2-mansbob (m) Zwitserland I  | Goud      | 4.03,26 (1.00,49 / 1.00,97 / 1.00,84 / 1.00,96)         |
| Christian Meili Christian Reich                             | 2-mansbob (m) Zwitserland II | 10e       | 4.04,36 (+1,10) (1.00,23 / 1.01,31 / 1.01,44 / 1.01,38) |
| Gustav Weder Donat Acklin Lorenz Schindelholz Curdin Morell | 4-mansbob (m) Zwitserland I  | Brons     | 3.54,13 (+0,23) (57,97 / 58,78 / 58,59 / 58,79)         |
| Christian Meili Bruno Gerber Christian Reich Gerold Löffler | 4-mansbob (m) Zwitserland II | 5e        | 3.54,38 (+0,48) (58,15 / 58,75 / 58,59 / 58,89)         |

### Freestyleskiën
| Olympiër       | Discipline | Resultaat | Prestatie                         |
| -------------- | ---------- | --------- | --------------------------------- |
| Jürg Biner     | moguls (m) | 10e       | 22,69 p. (kwalificatie: 23,02 p.) |
| Thomas Lagler  | moguls (m) | 17e       | dnq (kwalificatie: 22,02 p.)      |
| Petsch Moser   | moguls (m) | 29e       | dnq (kwalificatie: 18,56 p.)      |
| Bernard Brandt | moguls (m) | 39e       | dnq (kwalificatie: 14,82 p.)      |
| Conny Kissling | moguls (v) | 13e       | dnq (kwalificatie: 17,46 p.)      |

### Langlaufen
| Olympiër                                                               | Discipline                    | Resultaat | Prestatie                                           |
| ---------------------------------------------------------------------- | ----------------------------- | --------- | --------------------------------------------------- |
| Hans Diethelm                                                          | 10 km klassiek (m)            | 50e       | 31.41,8 (+4.05,8)                                   |
| Hans Diethelm                                                          | 30 km klassiek (m)            | 36e       | 1:30.13,2 (+7.45,4)                                 |
| Hans Diethelm                                                          | 50 km vrije stijl (m)         | 30e       | 2:14.41,6 (+11.00,1)                                |
| Hans Diethelm                                                          | achtervolging 10 km+15 km (m) | 44e       | +6.14,5 (10 km:31.41 + 15 km:40.11,4)               |
| Giachem Guidon                                                         | 10 km klassiek (m)            | 44e       | 31.23,9 (+3.47,9)                                   |
| Giachem Guidon                                                         | 30 km klassiek (m)            | 25e       | 1:28.44,5 (+6.16,7)                                 |
| Giachem Guidon                                                         | 50 km vrije stijl (m)         | 15e       | 2:10.55,0 (+7.13,5)                                 |
| Giachem Guidon                                                         | achtervolging 10 km+15 km (m) | 34e       | +5.04,2 (10 km:31.23 + 15 km:39.19,1)               |
| André Jungen                                                           | 10 km klassiek (m)            | 49e       | 31.41,2 (+4.05,2)                                   |
| André Jungen                                                           | 50 km vrije stijl (m)         | 47e       | 2:20.32,1 (+16.50,6)                                |
| André Jungen                                                           | achtervolging 10 km+15 km (m) | 31e       | +4.54,4 (10 km:31.41 + 15 km:38.51,3)               |
|                                                                        |                               |           |                                                     |
| Brigitte Albrecht                                                      | 5 km klassiek (v)             | 20e       | 15.09,5 (+55,7)                                     |
| Brigitte Albrecht                                                      | 30 km vrije stijl (v)         | 17e       | 1:29.54,3 (+7.24,2)                                 |
| Brigitte Albrecht                                                      | achtervolging 5 km+10 km (v)  | 37e       | +4.35,1 (5 km:15.09 + 10 km:29.33,8)                |
| Sylvia Honegger                                                        | 5 km klassiek (v)             | 15e       | 15.03,4 (+49,6)                                     |
| Sylvia Honegger                                                        | 15 km klassiek (v)            | 16e       | 45.33,7 (+3.12,9)                                   |
| Sylvia Honegger                                                        | 30 km vrije stijl (v)         | 19e       | 1:30.16,6 (+7.46,5)                                 |
| Sylvia Honegger                                                        | achtervolging 5 km+10 km (v)  | 13e       | +2.24,0 (5 km:15.03 + 10 km:27.28,7)                |
| Elvira Knecht                                                          | 5 km klassiek (v)             | 44e       | 16.05,5 (+1.51,7)                                   |
| Elvira Knecht                                                          | 30 km vrije stijl (v)         | 26e       | 1:32.35,6 (+10.05,5)                                |
| Elvira Knecht                                                          | achtervolging 5 km+10 km (v)  | 36e       | +4.23,5 (5 km:16.05 + 10 km:28.26,2)                |
| Natascia Leonardi                                                      | 15 km klassiek (v)            | 25e       | 46.32,7 (+4.11,9)                                   |
| Natascia Leonardi                                                      | 30 km vrije stijl (v)         | 31e       | 1:33.21,0 (+10.50,9)                                |
| Barbara Mettler                                                        | 5 km klassiek (v)             | 32e       | 15.33,7 (+1.19,9)                                   |
| Barbara Mettler                                                        | achtervolging 5 km+10 km (v)  | 42e       | +5.22,6 (5 km:15.33 + 10 km:29.57,3)                |
| Silke Braun                                                            | 15 km klassiek (v)            | dnf       | opgave                                              |
| Team Sylvia Honegger Brigitte Albrecht Natascia Leonardi Elvira Knecht | 4x5 km estafette (v)          | 9e        | 1:02.54,1 (+3.19,3) 15.28,4 15.31,2 16.07,4 15.47,1 |

### Noordse combinatie
| Olympiër                                          | Discipline      | Resultaat | Prestatie |
| ------------------------------------------------- | --------------- | --------- | --- |
| Andreas Schaad                                    | individueel (m) | 14e       | +3.34,0 — schans: 201,1 p — 15 km: 44.59,4 |
| Hippolyt Kempf                                    | individueel (m) | 26e       | +5.56,4 — schans: 189,7 p — 15 km: 46.05,8 |
| Marco Zarucchi                                    | individueel (m) | 29e       | +6.27,2 — schans: 201,1 p — 15 km: 47.52,6 |
| Urs Niedhart                                      | individueel (m) | 38e       | +9.39,3 — schans: 179,3 p — 15 km: 48.39,4 |
| Team Hippolyt Kempf Andreas Schaad Marco Zarucchi | team (m)        | 10e       | +10.01,9 — schans: 521,9 p — 30 km: 1:23.22,4 schans: 175,9 p — 10 km: 27.24,2 schans: 161,2 p — 10 km: 27.43,4 schans: 184,8 p — 10 km: 28.14,8 |

### Schansspringen
| Olympiër                                                     | Discipline                     | Resultaat | Prestatie |
| ------------------------------------------------------------ | ------------------------------ | --------- | --- |
| Sylvain Freiholz                                             | normale schans individueel (m) | 24e       | 191,2 punten 97,8 p. (83,0 m) + 93,4 p. (81,5 m) |
| Sylvain Freiholz                                             | grote schans individueel (m)   | 14e       | 171,0 punten 77,6 p. (99,0 m) + 93,4 p. (108,5 m) |
| Markus Gähler                                                | normale schans individueel (m) | 44e       | 180,2 punten 90,8 p. (80,5 m) + 89,4 p. (79,0 m) |
| Markus Gähler                                                | grote schans individueel (m)   | 35e       | 138,7 punten 77,0 p. (100,0 m) + 61,7 p. (90,5 m) |
| Martin Trunz                                                 | normale schans individueel (m) | 41e       | 182,8 punten 92,0 p. (80,0 m) + 90,8 p. (80,5 m) |
| Martin Trunz                                                 | grote schans individueel (m)   | 31e       | 147,4 punten 87,0 p. (105,0 m) + 60,4 p. (88,5 m) |
| Stefan Zünd                                                  | normale schans individueel (m) | 20e       | 194,8 punten 100,8 p. (83,0 m) + 94,0 p. (80,0 m) |
| Stefan Zünd                                                  | grote schans individueel (m)   | 22e       | 158,9 punten 87,1 p. (104,0 m) + 71,8 p. (94,5 m) |
| Team Markus Gähler Martin Trunz Sylvain Freiholz Stefan Zünd | grote schans team (m)          | 8e        | 537,9 punten 93,1 p. (109,0 m) + 87,2 p. (105,5 m) 78,0 p. (100,5 m) + 75,2 p. (98,0 m) 88,8 p. (107,0 m) + 83,5 p. (102,5 m) 93,0 p. (107,5 m) + 92,3 p. (107,0 m) |

### IJshockey
| Olympiër | Discipline | Resultaat | Prestatie |
| --- | ---------- | --------- | --- |
| Reto Pavoni Manuele Celio Renato Tosio Samuel Balmer Sandro Bertaggia Sven Leuenberger Patrice Brasey Doug Honegger Dino Kessler Andreas Beutler André Künzi Jörg Eberle Alfred Lüthi Andy Ton Patrick Howald Gil Montandon Thomas Vrabec Mario Brodmann Mario Rottaris Keith Fair André Rötheli Peter Jaks | mannen     | 10e       | Voorronde groep B: 1- 8 Zwitserland - Gezamenlijk team 1- 6 Zwitserland - Canada 3- 4 Zwitserland - Frankrijk 6- 3 Zwitserland - Noorwegen 2- 4 Zwitserland - Tsjecho-Slowakije Wedstrijd om 9e t/m 12e plaats: 5- 3 Zwitserland - Italië Wedstrijd om de 9e plaats: 2- 5 Zwitserland - Noorwegen |

Algerije · Amerikaanse Maagdeneilanden · Andorra · Argentinië · Australië · België · Bermuda · Bolivia · Brazilië · Bulgarije · Canada · Chili · China · Chinees Taipei · Costa Rica · Cyprus · Denemarken · Duitsland · Estland · Filipijnen · Finland · Frankrijk · Gezamenlijk team · Griekenland · Groot-Brittannië · Honduras · Hongarije · Ierland · IJsland · India · Italië · Jamaica · Japan · Joegoslavië · Kroatië · Letland · Libanon · Liechtenstein · Litouwen · Luxemburg · Marokko · Mexico · Monaco · Mongolië · Nederland · Nederlandse Antillen · Nieuw-Zeeland · Noord-Korea · Noorwegen · Oostenrijk · Polen · Puerto Rico · Roemenië · San Marino · Senegal · Slovenië · Spanje · Swaziland · Tsjecho-Slowakije · Turkije · Verenigde Staten · Zuid-Korea · Zweden · Zwitserland